# بوفوار دو مارك
بوفوار دو مارك (بالفرنسية: Beauvoir-de-Marc) هي بلدية في إقليم إزار بمنطقة أفيرن–رون ألب في جنوب شرق فرنسا.